# Rábapaty
Rábapaty es un pueblo ubicado en el distrito de Sárvár, en el condado de Vas, Hungría.

## Superficie
Posee una superficie de 21,41 kilómetros cuadrados.

## Demografía
Hasta 2019 la población era de 1626 habitantes, con una densidad de población de 75,95 habitantes por kilómetro cuadrado.